# Muralla califal (Almería)
De la muralla califal de la antigua al-Mariyyat quedan en la actual Almería (provincia de Almería, Andalucía, España) algunos lienzos dispersos por el casco viejo de la ciudad.

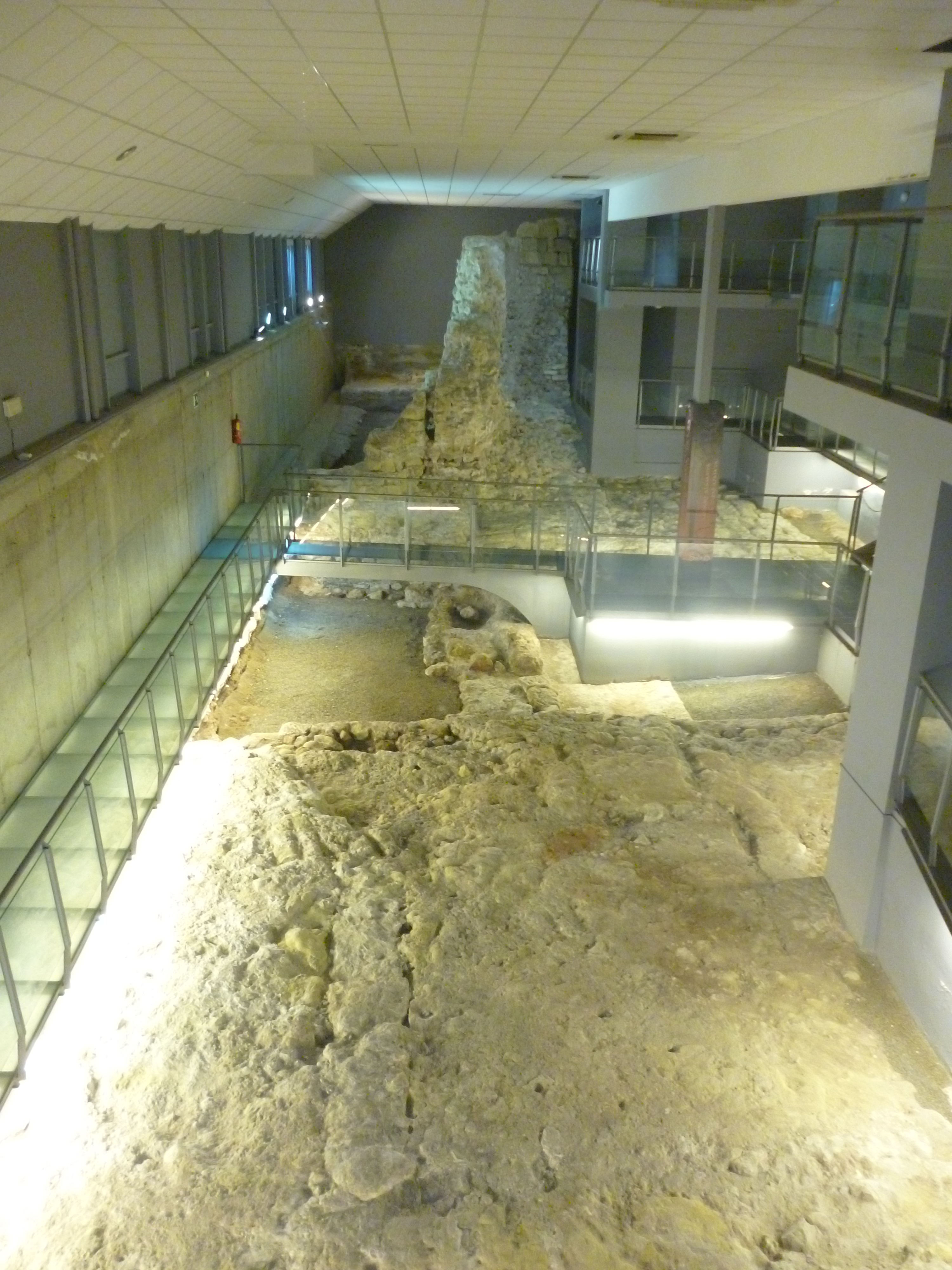
Restos del lienzo de muralla en el Centro de Interpretación

De ellos, el más importante es el situado en la esquina entre la calle Atarazanas, la calle de la Reina y el Parque Nicolás Salmerón. Se trata de un lienzo con aparejo califal de soga y tizón, datado en el siglo X, época de la fundación de la ciudad (955) y que formaba parte de la muralla que cerraba por el este la medina (a la que normalmente se alude como "barrio de la Almedina"), bajando desde la Alcazaba hasta el mar. Lo acompañan los cimientos de la antigua Puerta de las Atarazanas.
Declarada Bien de Interés Cultural y restaurada en 1991, hoy día se integra dentro del yacimiento arqueológico y Centro de Interpretación Puerta de Almería, espacio expositivo en el que se pueden contemplar tanto los restos de la muralla como una factoría de salazones de época romana hallada también en la zona.
Existen otros restos de murallas en la ciudad, tanto de la época de la taifa de Almería como de la anterior época califal. Entre estos últimos se cuentan los existentes en el Colegio Público Inés Relaño.